# Olcott
Olcott es un lugar designado por el censo ubicado en el condado de Niágara en el estado estadounidense de Nueva York. En el año 2000 tenía una población de 1,156 habitantes y una densidad poblacional de 97.2 personas por km².

## Geografía
Olcott se encuentra ubicado en las coordenadas 43°20′10″N 78°43′3″O / 43.33611, -78.71750.Según la Oficina del Censo de los Estados Unidos, el pueblo tiene un área total de 5.3 millas cuadradas (14 km²), de las cuales 4.6 millas cuadradas (12 km²) son tierra y 0.7 millas cuadradas (1.8 km²) (13.56%) es agua.

## Demografía
Según la Oficina del Censo en 2000 los ingresos medios por hogar en la localidad eran de $42,386, y los ingresos medios por familia eran $52,000. Los hombres tenían unos ingresos medios de $36,250 frente a los $22,344 para las mujeres. La renta per cápita para la localidad era de $17,599. Alrededor del 8.4% de la población estaban por debajo del umbral de pobreza.